# 1050

## Родени
- Святополк II, велик княз на Киевска Рус